# الواطية (السدة)

تعديل مصدري - تعديل

الواطية هي إحدى قرى عزلة بني الحارث بمديرية السدة التابعة لمحافظة إب، بلغ تعداد سكانها 819 نسمة حسب تعداد اليمن لعام 2004.